# Jean-Luc Rougé
Pour les articles homonymes, voir Rougé (homonymie).
Jean-Luc Rougé, né le 30 mai 1949 à Clichy (Hauts-de-Seine), est un judoka français, ancien compétiteur membre de l'équipe de France de judo entre 1967 et 1980.
Il est le premier judoka français à remporter le titre de champion du monde à Vienne en 1975. Il est également quatre fois champion d'Europe et douze fois champion de France senior.
Après sa retraite sportive, il occupe différents postes techniques au sein de la Fédération française de judo avant d'en devenir le président de 2005 à novembre 2020, alors battu par Stéphane Nomis, élu à 59,99% des voix exprimées.
Au niveau international, il est un membre honoraire de l'Union européenne de judo depuis 2002 et est secrétaire général de la Fédération internationale de judo (FIJ) de 2011 à 2023.
Il est promu au 10e dan en décembre 2023 par la FIJ.

## Biographie

### Carrière sportive
Jean-Luc Rougé découvre le judo à la télévision en 1961, un sport jusque là peu pratiqué en France à cette époque, lors des championnats du monde de Paris où le néerlandais Anton Geesink devient le premier judoka européen à battre Koji Sone, un Japonais.
En 1963, il débute le Judo au club de Gif-sur-Yvette (Essonne), à ses 18 ans il enseigne le judo brièvement.
Athlète licencié au club de l'Athletic Club de Boulogne-Billancourt, Jean-Luc Rougé évolue dans les catégories de poids des « mi-lourds » et « lourds » et mesure un mètre quatre-vingt dix.
Il est le premier champion du monde de l'histoire du judo français en 1975 en remportant la finale face au japonais Ishibashi.
Il est en outre, à quatre reprises, champion d'Europe en 1973, 1975, 1979 et 1980, après avoir été d'ailleurs champion d'Europe cadet en 1967 et champion d'Europe junior en 1969.
Il est également champion d'Europe par équipes nationales en 1978, en prenant la deuxième place de ce tournoi à cinq reprises en 1972, 1973, 1975, 1977 et 1979.
En 1974 et 1975 il enseigne le Judo à l’amical Laïc de Saint-Cyr-l'École 
En 1976, il enseigne le Judo à Gif-sur-Yvette.
Il est connu pour sa moustache, attribut très rare chez les sportifs en général et au judo en particulier.
Spécialiste du harai goshi, il a écrit un livre exhaustif sur cette technique de projection.
Il obtient son 9e dan le 28 novembre 2013.
Il est promu au 10e dan en décembre 2023 par la FIJ.

### Carrière administrative

#### Fonctions nationales
En parallèle de sa carrière sportive, Jean-Luc Rougé est conseiller technique auprès du Direction Départementale de la Jeunesse et des Sports du département de l'Essonne entre 1972 et 1980.
Après sa retraite sportive, il est brièvement entraineur national de judo de 1980 à 1981 avant d'occuper le poste de directeur technique national adjoint de 1981 à 1986 puis directeur technique national de 1986 à 1997 au sein de la fédération française de judo. Il est ensuite directeur de la fédération de 1994 à 2004, avant d'y être élu président en 2005, succédant à Michel Vial,. Il est réélu en 2016 pour la quatrième fois consécutive.
Président de la fédération jusqu'en novembre 2020, sa liste est battue par celle de Stéphane Nomis qui obtient 59,99% des voix exprimées. La fédération, prend de plein fouet la fermeture des clubs depuis le reconfinement due à la pandémie de covid-19, doit faire face aux difficultés économiques de la structure fédérale et des clubs, et espère faire revenir les judokas sur les tatamis après cette crise,.
À la suite du renouvellement de la direction de la fédération, le journal L’Équipe du 8 janvier 2021 révèle la gestion désastreuse de la Fédération Française de Judo. Ce constat se base sur deux rapports, l’un de la Cour des comptes et l’autre du ministère des Sports,,.

#### Fonctions internationales
Jean-Luc Rougé est le directeur sportif de l'Union européenne de judo entre 1998 et 2002 puis en est un membre honoraire depuis 2002.
À partir de 2005 et jusqu'en 2007, il occupe le poste de premier vice-président de l'Union européenne de judo.
De 2011 à 2023, il est secrétaire général de la Fédération internationale de judo,.
En 2023, il devient Directeur du Développement à la Fédération Internationale de Judo.

### Carrière politique
Jean-Luc Rougé fréquenta lorsqu'il était jeune l'Alliance des jeunes pour le socialisme (AJS), gérée par l'Organisation communiste internationaliste (OCI). Son frère, chercheur en mathématiques, défend les couleurs du Parti des travailleurs (PT) dans les Hautes-Pyrénées lors des élections cantonales de 2004.
Le ministre des sports Guy Drut nommé par le gouvernement Alain Juppé en 1995 lui propose, en vain, de rejoindre son cabinet ministériel.
Il fut également candidat aux élections législatives de 1993, dans sa circonscription d'Orsay (Essonne), sous les couleurs du Rassemblement par le sport. Il obtient 4,60 % des voix mais ne renouvelle pas sa candidature.

## Prises de positions

### Sur le rôle du sport
À l'occasion des élections présidentielles de 2012, Jean-Luc Rougé avec d'autres présidents de fédérations fait paraître une tribune dans le Monde "Pour un service public du sport juste et efficace", soulignant les apports du « sport français et nous en connaissons [...], les enjeux pour notre société, sa force de stabilité, de lien et de cohésion sociale » mais le niveau des subventions publiques au mouvement sportif est en baisse, et on assiste depuis une dizaine d'années au démantèlement des moyens de l'Etat (financiers, services et personnels) dans ce domaine. Les services de l'Etat doivent accompagner la politique sportive des fédérations (haut niveau, sport santé, sport et vie scolaire, sport et citoyenneté, etc…).

### Sur le MMA
En opposition au MMA (Mixed Martial Arts), le secrétaire général de la Fédération internationale de judo, Jean-Luc Rougé, a décrété en 2014 que « tout judoka classé dans la ranking list, le classement mondial calqué sur l’Association of Tennis Professionals (ATP), n’est pas autorisé à s’engager dans une compétition internationale d’un sport de combat autre que le judo ».
Jean-Luc Rougé est farouchement opposé au développement du MMA en France : « Le MMA est un refuge pour djihadistes ! C'est la Direction centrale du renseignement intérieur (DCRI) qui me l'a dit ! ». Il reformule ses propos dans un article paru dans Le Parisien : « J'ai parlé des arts martiaux qui sont des refuges pour jihadistes. Des terroristes peuvent s'entraîner chez nous. C'est pour cette raison qu'on est en contact avec la police. D'ailleurs, on a déjà exclu des gens, mais je n'en dirai pas plus. Sur Internet, vous pouviez lire comment s'entraîner pour le jihad et il était écrit qu'il fallait intégrer des clubs d'arts martiaux. Y compris dans le judo. ».
Il regrette une banalisation de la violence, un manque d'aspect éducatif, et un intérêt purement économique au sein du MMA,. Dans un communiqué de la Fédération française de judo, jujitsu, kendo et disciplines associées en réaction des propos de la ministre des Sports Roxana Maracineanu, un manque de recul concernant « l'impact sur l'éducation, la santé et les valeurs de respect des personnes, tant physiquement que moralement » dans ce sport émergeant est évoqué,. Concernant l’intégration du MMA loisir au sein de la FFJDA, celle-ci est possible, « avec quelques ajustements techniques [la fédération] peut tout à fait gérer ces activités avec ses clubs et ses enseignants. ». Pour les compétitions amateurs, la FFJDA souhaite être « libre pour en définir le contenu technique et les aspects culturels et éthiques ». Pour les combats professionnels organisés par des sociétés privées, la FFJDA demande, dans le cas où elle devrait intégrer ou accompagner le MMA, « la possibilité d’interdire certaines manifestations ». Celle-ci dénonce le manque d'uniformisation des exigences de contrôles et suivis médicaux, ainsi que des variantes d’arbitrage parfois importantes, notamment lorsqu’un combattant est en difficulté physique.
Jean-Luc Rouge a précisé sa position au cours d'un entretien à La Nouvelle République en 2018, « D'abord on combat dans une cage et ensuite on achève l’adversaire en lui tapant dessus. C’est une image détestable pour l’éducation des jeunes. La boxe, c’est un sport violent aussi mais on arrête le combat quand un des boxeurs met un genou au sol. Dans le sport, on doit préserver l’adversaire, éviter au maximum de le blesser ».
La délégation du MMA par le ministère des sports est attribuée à la Fédération française de boxe pour l’année 2020.

### Sur la violence dans le sport
En 2020, la Fédération française de judo est confrontée à des révélations sur des cas de violences, psychologiques, physiques et sexuelles malgré la réglementation en vigueur en France, censée sécuriser les pratiques sportives. Pour exercer, entraîneurs ou éducateurs professionnels doivent pourtant obtenir une carte professionnelle, ce qui nécessite une vérification du casier judiciaire et du fichier judiciaire automatisé des auteurs d’infractions sexuelles ou violentes (FIJAISV). « Il y a des clubs qui ne demandent pas la carte professionnelle, et il y a des bénévoles qui ne connaissent pas les règles ». Jean-Luc Rougé propose, «  la mise en place d’un service interfédéral français, une structure indépendante comme l’association contre le dopage au niveau international  ».

## Palmarès

### Cadet
- Championnats d'Europe
  -  Médaille d'or en −85 kg aux Championnats d'Europe de Lisbonne en 1967.

### Junior
- Championnats d'Europe
  -  Médaille d'or en −93 kg aux Championnats d'Europe de Berlin en 1969.

### Senior
- Championnats du monde
  -  Médaille d'or en −93 kg aux Championnats du monde de Vienne en 1975.
  -  Médaille d'argent en +95 kg aux Championnats du monde de Paris en 1979.
  -  Médaille de bronze en toutes catégories aux Championnats du monde de Paris en 1979.
  -  Médaille d'or en −93 kg aux Championnats du monde militaires de Vienne en 1971.
  -  Médaille d'or en toutes catégories aux Championnats du monde militaires de Vienne en 1971.
- Championnats d'Europe
  -  Médaille d'or en −93 kg aux Championnats d'Europe de Madrid en 1973.
  -  Médaille d'argent en −93 kg aux Championnats d'Europe de Lyon en 1975.
  -  Médaille d'or en +95 kg aux Championnats d'Europe de Ludwigshafen en 1977.
  -  Médaille de bronze en +95 kg aux Championnats d'Europe de Helsinki en 1978.
  -  Médaille d'argent en toutes catégories aux Championnats d'Europe de Helsinki en 1978.
  -  Médaille d'or en +95 kg aux Championnats d'Europe de Bruxelles en 1979.
  -  Médaille d'or en −95 kg aux Championnats d'Europe de Vienne en 1980.
- Championnats de France
  -  Médaille d'or en −93 kg aux Championnats de France en 1969.
  -  Médaille de bronze en −93 kg aux Championnats de France en 1970.
  -  Médaille de bronze en toutes catégories aux Championnats de France en 1970.
  -  Médaille d'argent en −93 kg aux Championnats de France en 1971.
  -  Médaille d'or en toutes catégories aux Championnats de France en 1971.
  -  Médaille de bronze en −93 kg aux Championnats de France en 1972.
  -  Médaille de bronze en toutes catégories aux Championnats de France en 1972.
  -  Médaille d'or en −93 kg aux Championnats de France en 1973.
  -  Médaille d'argent en toutes catégories aux Championnats de France en 1973.
  -  Médaille d'or en −93 kg aux Championnats de France en 1974.
  -  Médaille d'or en toutes catégories aux Championnats de France en 1974.
  -  Médaille d'or en −93 kg aux Championnats de France en 1975.
  -  Médaille d'argent en toutes catégories aux Championnats de France en 1975.
  -  Médaille d'or en −93 kg aux Championnats de France en 1976.
  -  Médaille d'or en +95 kg aux Championnats de France en 1977.
  -  Médaille d'or en toutes catégories aux Championnats de France en 1977.
  -  Médaille d'or en +95 kg aux Championnats de France en 1978.
  -  Médaille d'or en +95 kg aux Championnats de France en 1979.
  -  Médaille d'or en −95 kg aux Championnats de France en 1980.
- Tournois internationaux
  -  Médaille d'or en −93 kg au tournoi de Tbilissi en 1970.
  -  Médaille d'argent −93 kg au tournoi de Paris en 1971.
  -  Médaille d'argent en toutes catégories au tournoi international de Berlin-Est en 1971.
  -  Médaille de bronze en −93 kg au tournoi de Paris en 1973.
  -  Médaille d'or en −93 kg au tournoi de Paris en 1974.
  -  Médaille d'argent en −93 kg au tournoi international de Vienne en 1974.
  -  Médaille d'or en −93 kg au tournoi pré-olympique de Montréal en 1975.
  -  Médaille d'argent −93 kg au tournoi de Paris en 1976.
  -  Médaille d'or en +95 kg au tournoi de Paris en 1977.
  -  Médaille d'or en +95 kg au tournoi de Budapest en 1978.
  -  Médaille de bronze en +95 kg au tournoi de Tokyo en 1978.
  -  Médaille d'argent en toutes catégories au tournoi de Tokyo en 1978.
  -  Médaille d'or en −95 kg au tournoi de Paris en 1979.
  -  Médaille d'or en −95 kg au tournoi de Potsdam en 1980.

### Par équipe
- Championnats d'Europe
  -  Médaille de bronze en −93 kg aux Championnats d'Europe de Oostende en 1969.
  -  Médaille d'argent en −93 kg aux Championnats d'Europe de Voorburg en 1972.
  -  Médaille d'argent en −93 kg aux Championnats d'Europe de Madrid en 1973.
  -  Médaille d'argent en −93 kg aux Championnats d'Europe de Lyon en 1975.
  -  Médaille d'argent en +95 kg aux Championnats d'Europe de Ludwigshafen en 1977.
  -  Médaille d'or en +95 kg aux Championnats d'Europe de Paris en 1978.
  -  Médaille d'argent en +95 kg aux Championnats d'Europe de Brescia en 1979.

## Distinctions
- Commandeur de la Légion d'honneur le 14 avril 2017[25].
- Chevalier de l'ordre national du Mérite.

Jean-Luc Rougé est également élevé au rang de Gloire du sport par la Fédération des internationaux du sport français en 2003.

## Publications
- Jean-Luc Rougé, Harai-goshi, Paris, Chiron sports, coll. « Les maîtres du judo : 2 », 1992, 95 p. (ISBN 2-7027-0472-7)
- Michel Brousse et Jean-Luc Rougé, Les racines du judo français : Histoire d'une culture sportive, Presses Universitaires de Bordeaux, août 2005, 365 p. (ISBN 978-2867813689, lire en ligne)

- Avant-propos de Jean-Luc Rougé de "Les Fondements du Judo" d'Yves Klein, Paris, Éditions Dilecta, Paris, 1954, réédition, 2006